# Donald (keresztnév)
A Donald kelta (közelebbről gael) eredetű, Írországból és Skóciából származó név. Jelentése: világ + hatalmas, uralkodó.

## Gyakorisága
Az 1990-es években szórványos név, a 2000-es években nem szerepel a 100 leggyakoribb férfinév között.

## Névnapok
- február 9.[2]
- július 7.[2]

## Híres Donaldok
- Donald kacsa, képregény- és rajzfilmfigura
- Donald Houston, walesi színész
- Donald Knuth matematikus
- Donald Rumsfeld, az Amerikai Egyesült Államok védelmi minisztere
- Donald Sutherland, kanadai színész
- Donald Trump amerikai üzletember, az Amerikai Egyesült Államok 45. és 47. elnöke
- Donald Tusk, lengyel politikus

### Skót királyok
- I. Donald
- II. Donald